# Вијун
Вијун (лат. Cobitis taenia) је слатководна риба са коштаним скелетом (кошљорибе) и истовремено припада и мекоперкама и фамилији Cobitidae.
- Латински назив:
- Локални називи: бадељ, нежица, штипалка
- Макс. дужина: до 15 cm.
- Макс. тежина:
- Време мреста: лето

## Опис и грађа
Вијун је риба светложуте боје, која дуж бокова има низ тамносивих пега, које се често спајају у широке пруге. Изнад њих су мање пеге неправилног облика, које врло често могу да се формирају и у траку. То је мала риба која може да нарасте до 15 cm, али је обично дуга 6 до 7 cm.

## Навике, станиште, распрострањеност
Вијун углавном живи у мирним водама. Младе јединке се хране рачићима, а одрасле различитим воденим бескичмењацима. Распрострањена је у широм Европе. У Србији живи углавном у водама црноморског слива. На подручју Балкана живи седам подврста ове врсте:
- Вардарска штипалка (по својим одликама је блиска типичној подврсти, а распрострањена је у Дорјанском и Катлановском језеру и у реци Вардар.)
- Преспанска штипалка (живи у притокама Преспанског језера, али често залази и у само језеро. Може да достигне дужину и до 9 cm.)
- Охридска штипалка (живи у Охридском језеру, реци Дриму и његовим притокама.)
- Струмичка штипалка (живи у реци Струмици. Нарасте до 11 cm.)
- Неретвански вијун (живи у сливу доњег тока реке Неретве.)
- Цетињски вијун (живи у реци Цетини код Сиња.)
- Вијуница, велика нежица (има ниже и дебље тело него Cobitis taenia. Нарасте до 16 cm. Живи у сливу Дунава.)

## Размножавање
Вијун се мрести у лето и икру одлаже на водено биље или на камење. Плодност је 100.000 до 150.000 јаја. Постаје полно зрела када је дуга 6-8 cm.